# Alpheus armatus
Alpheus armatus är en kräftdjursart som beskrevs av M. J. Rathbun 1901. Alpheus armatus ingår i släktet Alpheus och familjen Alpheidae. Inga underarter finns listade i Catalogue of Life.